# 北海道道1180号きたひろしま総合運動公園線
北海道道1180号きたひろしま総合運動公園線（ほっかいどうどう1180ごう きたひろしまそうごううんどうこうえんせん）は、北海道北広島市内を結ぶ一般道道（北海道道）である。

## 概要

### 路線データ
- 起点：北海道北広島市共栄（エスコンフィールド北海道）
- 終点：北海道北広島市大曲（国道36号交点）
- 総延長：7.508 km
- 実延長：2.534 km
- 重用延長：2.274 km
- 未供用延長：2.700 km

### 道路管理者
- 空知総合振興局 札幌建設管理部 千歳出張所

## 歴史
- 2020年（令和2年）3月31日 - 路線認定[1]。
- 2023年（令和5年）3月1日 - 北広島市共栄 - 西の里 (2.4 km) が開通[2]。

## 路線状況

### 重複区間
- 北海道道1080号栗山北広島線（北広島市西の里 - 大曲）

### 道路施設

#### 主な橋梁
- Fビレッジ245橋（裏の沢川）

## 地理

### 通過する自治体
- 石狩振興局
  - 北広島市

### 交差する道路
北広島市
- 北海道道1080号栗山北広島線 - 西の里、大曲（重複）
- 国道36号 - 大曲（終点）

### 沿線にある施設など
北広島市
- きたひろしま総合運動公園
  - エスコンフィールドHOKKAIDO